# Frédéric-Christian de Brandebourg-Bayreuth
Frédéric-Christian (17 juillet 1708, Weferlingen – 20 janvier 1769, Bayreuth) est margrave de Brandebourg-Bayreuth de 1763 à sa mort.

## Biographie
Frédéric-Christian est le plus jeune des quatorze enfants du margrave Christian-Henri de Brandebourg-Culmbach et de son épouse Sophie-Christiane de Wolfstein. 
Considéré comme le « mouton noir » de la famille, il sert dans l'armée danoise comme général de corps d'armée et mène une vie retirée à Wandsbeck, près de Hambourg. Néanmoins, en tant que dernier représentant de la branche de Brandebourg-Bayreuth, il succède à son neveu Frédéric, mort en 1763 sans laisser de fils.
À son accession au margraviat de Brandebourg-Bayreuth, il tente de redresser les finances de son État en réduisant de façon radicale le train de vie de sa cour. La plupart des artistes qui y résidaient, tel que Carl von Gontard, quittent Bayreuth pour la cour de Frédéric II de Prusse à Berlin. Presque tous les travaux entrepris pour la construction des châteaux et des jardins sont abandonnés.
Frédéric-Christian meurt après six ans de règne. Avec lui s'éteint la branche de Brandebourg-Bayreuth de la maison de Hohenzollern. C'est un cousin éloigné, le margrave Alexandre de Brandebourg-Ansbach, qui hérite de la principauté de Bayreuth.

## Mariage et descendance
En 1732, Frédéric-Christian épouse Victoria-Charlotte d'Anhalt-Zeitz-Hoym (1715-1792), fille du prince Victor Ier d'Anhalt-Bernburg-Schaumburg-Hoym. Deux enfants sont nés de cette union :
- Christiane-Sophie-Charlotte de Brandebourg-Bayreuth (15 octobre 1733 – 8 octobre 1757), épouse en 1757 le duc Ernest-Frédéric III de Saxe-Hildburghausen ;
- Sophie-Madeleine (12 janvier 1737 – 23 juillet 1737).

Frédéric-Christian et Victoria-Charlotte divorcent en 1764. Ni l'un, ni l'autre ne se remarient par la suite.